# Phytomyza clematadi
Phytomyza clematadi este o specie de muște din genul Phytomyza, familia Agromyzidae, descrisă de Watt în anul 1923. Conform Catalogue of Life specia Phytomyza clematadi nu are subspecii cunoscute.